# 鋼鉄の処女
鋼鉄の処女（こうてつのしょじょ、Iron Maiden）は、アイアン・メイデンのファースト・アルバムである。

## 概要
オリジナル・イギリス盤はサンクチュアリ・レコード/コロムビア・レコードから、日本盤は東芝EMIから発売。アメリカ盤は遅れてハーヴェスト・レコード/キャピトル・レコードから発売され、その際イギリスではシングルのみの発売であった「聖地へ」が追加された。
パンク・ロックのムーブメントが終息に向かいNWOBHMが勃興しつつあったタイミングで登場。パンクの攻撃性、プログレッシブ・ロックの芸術性、そして新時代のヘヴィメタルの重厚感を併せ持った音楽性で若者を中心に注目を集めた。さらに日本では伊藤政則がデビュー前からプッシュしていたこともあって早々に人気が出た。
日本、アメリカ、ドイツでゴールドディスク、本国イギリスではプラチナディスクになっている。
2015年、オリジナルマスターテープに最新リマスタリングを施したハイレゾ音源の配信を開始。
2018年、2015年のハイレゾ音源配信時に使用されたリマスター音源をCDとして発売。「聖地へ」が収録曲から外され、曲順も英国オリジナル盤に準拠したものになっている。

## 収録曲

### オリジナル盤
1. プローラー - Prowler (Harris) [3:52]
2. リメンバー・トゥモロー - Remember Tomorrow (DiAnno/Harris) [5:25]
3. ランニング・フリー - Running Free (DiAnno/Harris) [3:14]
4. オペラの怪人 - Phantom Of The Opera (Harris) [7:05]
5. トランシルヴァニア - Transylvania (Harris) [4:06]
6. ストレンジ・ワールド - Strange World (Harris) [5:40]
7. 娼婦シャーロット - Charlotte The Harlot (Murray) [4:10]
8. 鋼鉄の処女 - Iron Maiden (Harris) [3:31]

### アメリカ盤
1. プローラー - Prowler (Harris) [3:52]
2. リメンバー・トゥモロー - Remember Tomorrow (DiAnno/Harris) [5:25]
3. ランニング・フリー - Running Free (DiAnno/Harris) [3:14]
4. オペラの怪人 - Phantom Of The Opera (Harris) [7:05]
5. トランシルヴァニア - Transylvania (Harris) [4:06]
6. ストレンジ・ワールド - Strange World (Harris) [5:40]
7. 聖地へ - Sanctuary (DiAnno/Harris/Murray) [3:12]
8. 娼婦シャーロット - Charlotte The Harlot (Murray) [4:10]
9. 鋼鉄の処女 - Iron Maiden (Harris) [3:31]

### 1998年リマスター盤
1. プローラー - Prowler (Harris) [3:52]
2. 聖地へ - Sanctuary (DiAnno/Harris/Murray) [3:12]
3. リメンバー・トゥモロー - Remember Tomorrow (DiAnno/Harris) [5:25]
4. ランニング・フリー - Running Free (DiAnno/Harris) [3:14]
5. オペラの怪人 - Phantom Of The Opera (Harris) [7:05]
6. トランシルヴァニア - Transylvania (Harris) [4:06]
7. ストレンジ・ワールド - Strange World (Harris) [5:40]
8. 娼婦シャーロット - Charlotte The Harlot (Murray) [4:10]
9. 鋼鉄の処女 - Iron Maiden (Harris) [3:31]

## 参加ミュージシャン
- スティーヴ・ハリス Steve Harris - ベース、ヴォーカル
- デイヴ・マーレイ Dave Murray - ギター
- ポール・ディアノ - Paul Di'Anno - リード・ヴォーカル
- クライヴ・バー Clive Burr - ドラムス
- デニス・ストラットン Dennis Stratton - ギター、ヴォーカル